# Mikrodeletionssyndrom 20p13
Das Mikrodeletionssyndrom 20p13 ist eine sehr seltene angeborene Erkrankung mit den Hauptmerkmalen Entwicklungsverzögerung, geistige Behinderung und Krampfanfälle.
Synonyme sind: Del(20)(p13); Monosomie 20p13; Subtelomere 20p-Deletion
Die Erstbeschreibung stammt aus dem Jahre 2007 durch den US-amerikanischen Arzt Jonathan Sebat und Mitarbeiter an einem Patienten mit Asperger-Syndrom.

## Verbreitung
Die Häufigkeit wird mit unter 1 zu 1.000.000 angegeben, die Vererbung erfolgt teilweise autosomal-dominant.

## Ursache
Der Erkrankung liegen Mikrodeletionen auf dem Chromosom 20 in der Region Genort p13 zugrunde, bei denen die Gene SOX12 und NRSN2 betroffen sind.

## Klinische Erscheinungen
Klinische Kriterien sind:
- Krankheitsbeginn als Neugeborenes oder Kleinkind
- Gesichtsdysmorphie mit hohem Gaumen, verzögertem Zahndurchbruch
- Entwicklungsverzögerung,

in 90 % motorische Entwicklungsverzögerung, in 60 % verzögerter Spracherwerb, in 50 % Geistige Behinderung, Fingerveränderungen (Nagelhypoplasie, kurze Finger und Klinodaktylie), vergrößerte Fontanelle und Auffälligkeiten im EEG sowie in 40 % Epilepsie